# Dewas
Dewas et une ville indienne située dans le district de Dewas dans l'État du Madhya Pradesh. En 2001, sa population était de 289 438 habitants.
Dewas abrite une imprimerie qui produit des billets de banque.

## Traduction
- (en) Cet article est partiellement ou en totalité issu de l’article de Wikipédia en anglais intitulé « Dewas » (voir la liste des auteurs).